# やまがたニュースアイ
『やまがたニュースアイ』（英文別名表記：NHK YAMAGATA EVENING NEWS ）は、NHK山形放送局の総合テレビで平日の夕方に放送されていたニュース情報番組。2007年4月2日放送開始。2009年10月25日から16:9（地デジ）対応。〔その他CG、気象情報画面4:3。〕ハイビジョン制作。

## 放送時間
- 月曜 - 金曜 : 18:10 - 18:59

土・日・祝日は休止で、18:45から県内ニュースを放送

## メインキャスター
| 年度 | アナウンサー         | キャスター             |
| ---- | -------------------- | ---------------------- |
| 2007 | 柴田徹               |                        |
| 2008 | 羽隅将一             |                        |
| 2009 | 佐々生佳典、山田朋生 | 小島亜輝子、関根和歌香 |
| 2010 | 山田朋生             | 寺門亜衣子、林愛美     |
| 2011 | 山田朋生             | 角田京子、犬飼春美     |

備考
- 2009年度は、アナウンサー・キャスター1人ずつ計2人が2週間交代。
- 寺門は本番組を降板し山形を離れた後、2011年4月に転勤先の札幌放送局で当時本番組と同じ時間帯に北海道地方で放送されていた『ネットワークニュース北海道』のメインキャスターに就任し、2013年3月まで2年間担当した。

## 番組モットー
- 「よりわかりやすく、より深く、よりビビットに」というコンセプトのニュース・情報番組。県内の出来事やタイムリーな話題などを深く掘り下げて取材し、リポートや記者解説もまじえて分かりやすく伝える。J1に昇格したモンテディオ山形を中心に、スポーツの話題や地元出身の選手についても幅広く伝える。また、生放送の利点を活かして地域の情報を中継で紹介するなど、番組を通して山形県をとことん応援し元気にする。

## 主なコーナー（平成21年度版）

### 毎日
- 今日のニュース（18:11頃） その日のニュースをリポート、中継などを交えてわかりやすく解説する。
- 東北の話題リレーニュース（18:45頃） 東北の各放送局からのニュース・話題
- 明日の動き（18:51頃） 明日の県内の催しなどを紹介。金曜日は、イベント中継や週末ガイドで詳しく伝える。
- 県内の気象情報（18:30頃）（18:54頃） 明日の天気・ポイント予報・周辺地域の天気・週間天気など

### 月曜日
1. オーレ!モンテディオ モンテディオ山形の試合のゴールシーンを中心に振り返るほか試合がない場合は選手のインタビューなどチームの話題をオンエア。
2. 山形の自然 （18:35頃）山形が全国に誇る豊かな自然を、専門家のわかりやすい解説とともに紹介。

### 金曜日
1. GOGOかねたん NHKと出演契約をかわした米沢市のマスコットキャラクターかねたんが山形を応援。

## 気象情報について
- スタート当初は画面がハイビジョン化されていなかったが、2007年10月より画面がリニューアルされて少し見やすくなり、2009年10月からはハイビジョン対応の映像に変わった。